# 金成陽三郎
金成陽三郎（日语：かなり ようざぶろう，1965年8月20日—）是日本漫畫原作者，神奈川縣相模原市出身、男性。 以《金田一少年之事件簿》著名。

## 簡介
他執筆的一系列作品大多已經被媒體化，包括改編為電視劇、動畫、廣播劇、小說等。
1995年，其作品《金田一少年之事件簿》獲得第19屆講談社漫畫賞少年部門賞。

## 作品
- 少年偵探銀狼（超頭脳シルバーウルフ，漫畫：越智邊昌義；連載於Magazine SPECIAL，講談社出版、1991年）
- さくら貝の約束―The Sweet Story of Penguins Couple (漫畫：ひこねのりお、襟立智子，アース出版局出版、1992年）
- 金田一少年之事件簿（金田一少年の事件簿，漫畫：佐藤文也；原案：天樹征丸；連載於週刊少年Magazine，講談社出版）※File和Short File系列時為原作，Case系列時為腳本，現已不負責此漫畫。
- 民俗學者八雲樹（ミステリー民俗學者八雲樹，漫畫：山口讓司；連載於週刊Young Jump→Business Jump ，集英社出版、2001年)
- 神乎其技特效化妝師（ギミック!，漫畫：藪口黒子；連載於週刊Young Jump，集英社出版、2005年)
- 沃洛波羅斯之輪迴（ウロボロスの輪，漫畫：、集英社出版、2005年）
- 超本格詐欺師事件簿HOOK（超本格詐欺師ミステリーHOOK，漫畫：高橋裕、集英社出版、2006年)
- 追蹤師大神冬馬（TRACKER 大神冬馬，漫畫：、連載於Business Jump ，集英社出版、2007年）
- デカルトの憂鬱―見知らぬ私（漫畫：上野愛，集英社出版、2010年)
- シュセンドー（漫畫・安達哲、連載於Business Jump，集英社出版、2010年）

## 演出
- 金田一少年之事件簿 (真人版)『異人館村殺人事件』 - 時田家僕人（特別客串）